# Кропивня (Вишгородський район)
Кропи́вня — село в Україні, у Іванківській селищній громаді Вишгородського району Київської області, на правому березі однойменної річки Кропивні. Населення становить 342 особи.

## Історія
Перша загадка про село датується 1783 роком. Назву дістало від однойменної річки.
7 (20) листопада 1917 року, відповідно до Третього Універсалу Української Центральної Ради, увійшло до складу Української Народної Республіки.
10 листопада 1921 року під час Листопадового рейду у Кропивні зупинилась на ночівлю Подільська група (командувач Сергій Чорний) Армії Української Народної Республіки.
У 1929—1930 роках село пережило примусову колективізацію. Заможних селян було оголошено куркулями, ворогами народу. Розпочались переслідування таких селян, які мали власні землі, більш досконалі знаряддя праці. Розкуркулених вивозили до Сибіру, а через рік виселили їх дружин і дітей.
Під час німецько-радянської війни за участь у бойових діях 44 місцевих жителя було нагороджено орденами і медалями. У період окупації в Кропивні діяла підпільна група, до складу якої входили І. В. Сергієнко (керівник), Д. С. Ходимчук, Г. З. Конюшенко, М. П. Будківський та інші.
На початку 1970-х років у селі діяли колгосп імені Димитрова, восьмирічна школа, клуб, бібліотека.

### Голодомор 1932-1933
У Кропивні померло багато людей, але за свідченнями очевидців тих страшних часів встановлено прізвища тільки 12 загиблих від голоду. Постраждалих від Голодомору на сьогодні в селі 48 осіб.
Мартиролог жителів с. Кропивня — жертв Голодомору 1932—1933 років укладений за свідченнями очевидців Беха М. С., 1918 р.н.; Строкаль О. Ф., 1921 р.н.; Строкаль Є. Г., 1921 р.н.; Оксьоненко О. Д., 1925 р.н.; Давиденко О. Д., 1922 р.н.; Конюшенко К. Г., 1923 р.н., записаними Пастушенко Т. М., бібліотекарем.
1. Бех Марія Семенівна
2. Грищенко Олександр
3. Грушецький Михайло
4. Давиденко Данило
5. Іванета Овсій
6. Конюшенко Семен
7. Оксьоненеко Яким
8. Оксьоненко Петро Наумович
9. Строкаль Григорій
10. Строкаль Федір, його дружина та син

19 липня 2020 року, в результаті адміністративно-територіальної реформи та ліквідації Іванківського району, село увійшло до складу новоутвореного Вишгородського району.

### Російське вторгнення в Україну (2022)
З кінця лютого до 1 квітня 2022 року під час російсько-української війни село було окуповане російськими військами.

## Населення
За даними перепису 2001 року населення села становило 342 особи, з них 97,66 % зазначили рідною українську мову, 1,46 % — російську, а 0,88 % — іншу.
В Кропивні проживає така видатна особа як Сидорчук Ірина Юріївна . Ірина з дитинства мала захоплення та потяг до спиртного, будучи в дорослому віці познайомилася з Панчик Петром . Прославляла село Кропивня вище зазначена особа завдяки своєму таланту , а саме вживання спиртного , дзвінки на спеціальні лінії 102 та 103 . Неодноразово була помічена в крадіжках картоплі та інших продуктів харчування.

## Відомі люди
- Ходемчук Валерій Ілліч (1951—1986) — старший оператор головного циркуляційного насосу 4-го енергоблоку реакторного цеху ЧАЕС, перша жертва аварії[8].
- Ходимчук Олексій Остапович (1896—1938) — український актор, режисер, театральний діяч.